# Davide Viscardi
Davide Viscardi (Milano, 21 dicembre 1990) è un pattinatore di short track italiano.

## Biografia
Nato a Milano si è avvicinato al pattinaggio all'età di 8 anni, grazie alla scuola elementare Tre Castelli per un'iniziativa di scuola-sport.
Appassionato di velocità entra da subito nel mondo dello Short track, allenandosi presso lo stadio del ghiaccio Agorà.
Nel 1998 inizia con le prime gare nazionali, che gli danno grandi soddisfazioni.
Inizia a gareggiare per la nazionale junior nella stagione 2005/06, e nel 2008 partecipa ai mondiali junior di Bolzano.
Prende poi parte ad altri 2 mondiali junior, Sherbrooke e Taipei, rispettivamente nel 2009 e 2010.
Entra infine a far parte della nazionale senior italiana di Short track nel 2010, che lo porta a girare il nord Italia, per poi stabilizzarsi a Courmayeur (attuale Centro FISG dello Short track).
Nel 2018 entra come aggregato all'interno del nucleo atleti del Centro Sportivo Esercito, Caserma Alpina di Courmayeur.
Solitamente nel tempo libero si dedica alla promozione del suo sport nelle scuole elementari, facendo conoscere questa disciplina minore alle nuove generazioni.
Inoltre insegna nei corsi di avviamento del palazzo del ghiaccio Agorà.

## Carriera

### Stagione 2010/2011
Trofeo Leon Quaglia:
- 2º classifica generale
- 1º/500m
- 3º/1000m
- 3º/1500m

Coppa del Mondo 1º Montreal:
- 31º/500m
- 28º/1000

Coppa del Mondo 2º Québec City:
- 26º/500m
- 27º/1000m
- 3º/5000m staffetta

Coppa Italia 2º:
- 5º classifica generale
- 5º/500m
- 5º/1000m
- 3º/1500m

Coppa del Mondo 3º Shanghai:
- 27º/500m
- 33º/1500m
- 8º/5000m staffetta

Coppa Italia 3º/Campionati italiani Pinerolo:
- 4ºclassifica generale
- 8º/500m
- 2º/1000m
- 6º/1500m
- 5º/3000m

Coppa del Mondo 5º Mosca:
- 24º/1000m
- 20º/1000m(2)
- 7º/5000m staffetta

Coppa del Mondo 6º Dresda:
- 26º/500m
- 35º/1000m
- 9º/5000m staffetta

### Stagione 2011/2012
Coppa del mondo 1º Salt Lake City:
- 23º/500m
- 19º/1000m
- 10º/5000m staffetta

Coppa del Mondo 2º Saguenay:
- 28º/500m
- 32º/500m(2)
- 9º/5000m staffetta

Star Class 5º Grenoble:
- 11ºclassifica generale
- 8º/500m
- 7º/1000m
- 10º/1500m

Coppa del Mondo 5º Mosca:
- 29º/500m
- 34º/1500m
- 9º/5000m staffetta

Coppa del Mondo 6º Dordrecht:
- 28º/500m
- 25º/1000m
- 10º/5000m staffetta

### Stagione 2012/2013
Coppa del Mondo 1° Calgary:
- 35º/500m
- 27º/1000m

Coppa del Mondo 2º Montreal:
- 25º/500m
- 20º/500m

Alta Valtellina Trophy Bormio:
- 24ºclassifica generale
- 12º/500m
- 25º/1000m
- 40º/1500m

Coppa del Mondo 3º Shanghai:
- 29º/500m
- 28º/1000m
- 6º/5000m staffetta

Campionati Europei Malmo:
- 4º/5000m staffetta

Coppa del Mondo 5º Sochi:
- 22º/500m
- 29º/1000m

Coppa del Mondo 6º Dresda:
- 23º/500m
- 28º/1000m

### Stagione 2013/2014
Trails italiani:
- 4º/444m time
- 4º/1000m time
- 3º/1500m(1)
- 5º/1500m(2)
- 4º/1000m(1)
- 5º/1000m(2)
- 5º/500m(1)
- 5º/500m(2)

Qualifica olimpica 1º Torino:
- 4º/5000m staffetta

Qualifica olimpica 2º Kolomna:
- 9º/5000m staffetta

Campionati Europei Dresda:
- 4º/5000m staffetta

Giochi Olimpici Sochi:
- 8º/5000m staffetta

Campionati Italiani Bormio:
- 2ºclassifica generale
- 1º/500m
- 2º/1000m
- 2º/1500m
- 2º/3000m

### Stagione 2014/2015
Invitation Cup:
- 26ºclassifica generale
- 32º/500m
- 12º/1000m
- 38º/1500m

Coppa del Mondo 1º Salt Lake City:
- 26º/1000m
- 23º/1000m(2)
- 7º/5000m staffetta

Coppa del Mondo 2º Montreal:
- 22º/500m
- 24º/1000m
- 6º/5000m staffetta

Coppa del Mondo 3º Shanghai:
- 33º/500m
- 25º/1000m
- 10º/5000m staffetta

Coppa del Mondo 4º Seoul:
- 31º/500m
- 24º/1000m
- 9º/5000m staffetta

Campionati italiani Torino:
- 5ºclassifica generale
- 3º/500m
- 6º/1000m
- 4º/1500m
- 5º/3000m

Campionati Europei Dordrecht:
- 16ºclassifica generale
- 12º/500m
- 16º/1000m
- 21º/1500m
- 4º/5000m staffetta

Coppa del Mondo 5º Dresda:
- 40º/500m
- 25º/1500m
- 9º/5000m staffetta

Coppa del Mondo 6º Erzurum:
- 18º/1000m
- 15º/1500m
- 5º/5000m staffetta

### Stagione 2015/2016
Courmayeur Cup:
- 4ºclassifica generale
- 10º/500m
- 5º/1000m
- 4º/1500m
- 4º/3000m

Coppa del Mondo 1º Montreal:
- 35º/500m
- 17º/1500m
- 14º/5000m staffetta

Coppa del Mondo 2º Toronto:
- 37º/500m
- 8º/1500m
- 10º/5000m staffetta

Alta Valtellina Trophy:
- 7ºclassifica generale
- 7º/500m
- 10º/1000m
- 3º/1500m
- 8º/3000m
- 1º/5000m staffetta

Coppa del Mondo 3º Nagoya:
- 28º/500m
- 10º/1500m
- 8º/5000m staffetta

Coppa del Mondo 4º Shanghai:
- 22º/1000m
- 27º/1500m
- 2º/5000m staffetta

Campionati italiani Torino:
- 4ºclassifica generale
- 6º/500m
- 5º/1000m
- 2º/1500m
- 5º/3000m

Coppa del Mondo 5º Dresda:
- 20º/1000m
- 24º/1500m
- 6º/5000m staffetta

Coppa del Mondo 6º Dordrecht:
- 24º/1000m
- 25º/1000m(2)
- 8º/5000m staffetta

Campionati del Mondo Seoul:
- 16ºclassifica generale
- 22º/500m
- 12º/1000m
- 16º/1500m

### Stagione 2016/2017
Courmayeur Cup:
- 4ºclassifica generale
- 4º/500m
- 3º/1000m
- 5º/1500m
- 5º/3000m

Invitation Cup:
- 12ºclassifica generale
- 31º/500m
- 9º/1000m
- 6º/1500m

Alta Valtellina Trophy:
- 11ºclassifica generale
- 7º/500m
- 7º/1000m
- 8º/1500m

Coppa del Mondo 1° Calgary:
- 26º/500m
- 37º/1500m
- 10º/5000m staffetta

Coppa del Mondo 2º Salt Lake City:
- 31º/1000m
- 32º/1500m
- 12º/5000m staffetta

Coppa del Mondo 3º Shanghai:
- 34º/500m
- 23º/1000m
- 10º/5000m staffetta

Coppa del Mondo 4º Gangneung:
- 24º/1000m
- 21º/1000m(2)
- 10º/5000m staffetta

Campionati Europei Torino:
- 35ºclassifica generale
- 19º/500m
- 33º/1000m
- 44º/1500m
- 3º/5000m staffetta

Coppa del Mondo 5º Dresda:
- 29º/500m
- 32º/1000m

Coppa del Mondo 6º Minsk:
- 14º/500m
- 22º/1000m

Campionati italiani Courmayeur:
- 3ºclassifica generale
- 1º/500m
- 4º/1000m
- 4º/1500m
- 6º/3000m

### Stagione 2017/2018
Courmayeur Cup Courmayeur:
- 7ºclassifica generale
- 5º/500m
- 7º/1000m
- 5º/1500m

Invitation Cup Heerenven:
- 38ºclassifica generale
- 27º/500m
- 28º/1000m
- 42º/1500m

Coppa del Mondo 1º Budapest:
- 21º/500m

Coppa del Mondo 2º Dordrecht:
- 31º/500m

Coppa del Mondo 3º Shanghai:
- 28º/500m

Coppa del Mondo 4º Seoul:
- 38º/500m

Coppa Italia 2º Torino:
- 1ºclassifica generale
- 2º/500m
- 1º/1000m
- 1º/1500m

Coppa Italia 3º Bolzano:
- 2ºclassifica generale
- 4º/500m
- 1º/1000m
- 2º/1500m

Campionati italiani Courmayeur:
- 5ºclassifica generale
- 3º/500m
- 7º/1000m
- 5º/1500m

### Risultati di rilievo
- Medaglia di bronzo con la staffetta sulla distanza dei 5000m alla coppa del mondo di Québec City 2010.🥉
- 2º ai campionati italiani 2014.🥈
- Campione italiano 2014 sulla distanza dei 500m a Bormio.🥇
- 2º ai campionati italiani 2014 sulle distanze dei 1000m e 1500m a Bormio.🥈
- Medaglia d'argento con la staffetta sulla distanza dei 5000m alla coppa del mondo di Shanghai 2015 .🥈
- 16º ai campionati europei di Dordrecth 2016.
- 16º ai campionati mondiali di Seoul 2016.
- Medaglia di bronzo con la staffetta sulla distanza dei 5000m ai campionati europei di Torino 2017.🥉
- Campione italiano sulla distanza dei 500m ai campionati italiani 2017.🥇
- 1º classificato alla coppa italia di Torino 2017.🥇
- 2º classificato alla coppa italia di Bolzano 2018.🥈
- 3º ai campionati italiani sulla distanza dei 500m a Courmayeur 2018.🥉
- Vincitore della coppa italia 2018.🥇
- Nel 2014 ha rappresentato l'Italia ai Giochi olimpici di Soči. Ha gareggiato con i compagni di nazionale Yuri Confortola, Tommaso Dotti, Anthony Lobello e Nicola Rodigari, nella staffetta 5000 metri, disputando la finale B, valsa l'ottavo posto olimpico.